# Весела Бабинова
Весела Бабинова е българска театрална и кино актриса, известна с ролята си на Мария във „Вездесъщият“ и ролите си в Народен театър „Иван Вазов“ и Малък градски театър „Зад канала“.

## Биография
Родена е в София на 30 август 1989 г.
В ранните си години започва да се занимава с актьорско майсторство в театралната студия „Игра“ при ръководител Петър Върбанов.
Учи в 30 СОУ „Братя Миладинови“ – езикова гимназия с разширено изучаване на испански език. Следва една година философия в Софийския университет „Св. Климент Охридски“.
През 2013 г. завършва актьорско майсторство за драматичен театър в НАТФИЗ „Кръстю Сарафов“ в класа на проф. Пламен Марков. Година по-рано, през 2012 г., е наградена с награда Аскеер за „Изгряваща звезда“ с ролята си на Коля Лебедушкин, военнослужещ първа година в „Нощна пеперуда“ от Пьотър Гладилин, постановка Явор Гърдев, Народен театър „Иван Вазов“. През 2015 г. получава наградата на Министерството на културата „Златен век“.
Играе Офелия в пиесата „Хамлет“ от Уилям Шекспир, реж. Явор Гърдев. През 2016 г. е номинирана за награда „Икар“ за поддържаща женска роля на Лоре Левин в постановката „Лив Щайн“ в „Малък градски театър зад Канала“. Там тя играе още в „Пияните“, „Ромул Велики“, „Човекът, който искаше“, „Том Сойер“, „Скъперникът“, „Портокал с часовников механизъм“ и „Лято и дим“.
През март 2019 г. печели наградата „Икар“ за „поддържаща женска роля“ за ролята си на чалга певица в театралната постановка „Поп-Фолк хроники: Бели птици и куршуми“.
На 25 януари 2021 г. Весела играе в Театър 199 „Валентин Стойчев“ в постановката „Боклук“ на Елена Телбис. Весела се редува с Елена Телбис в ролята на Вероника. 
Бабинова има връзка с Владимир Зомбори. На 27 септември 2020 г. им се ражда дъщеря, Йоана Зомбори.
През 2022 г. Весела влиза в главната роля на Яница Маркова в сериала „Мен не ме мислете“, партнирайки си с Руши Видинлиев и Иван Юруков.
На 12 ноември 2023 г. е премиерата на моноспектакъла на актрисата - „Пистолет в торнадо“, с режисьор Васил Дуев – Тайг. За него тя печели две награди Икар – за водеща женска роля и награда на публиката за най-добро драматично представление. 

## Филмография
- „Вездесъщият“ (2017) – Мария[9]
- „Денят на бащата“ (2019), 6 серии – Калина, майката [10]
- „Снимка с Юки“ (2019) – Ади
- „Мен не ме мислете“ (2022) – Яница
- „Плът“ (2025) - Евгения

## Роли в театъра

### Роли в театър „Натфиз“
- 2016 – „Чехов X 2“ от Антон Чехов, реж. Маргарита Мачева
- 2017 – „Маркиза дьо Сад“ от Юкио Мишима, реж. Елена Стумбова
- 2017 – „Криминале от каменната ера или двете стрели“, от Александър Володин, реж. Пламен Марков

### Роли вСатиричен театър „Алеко Константинов“
- 2015 – „Шпионажът от каменната ера или гущерчето“ от Александър Володин, реж. Пламен Марков

### Роли вМалък градски театър „Зад канала“
- 2012 – „Заминавам“ от Алексей Слаповски, реж. Петър Денчев
- 2013 – Елиз в „Скъперникът“ от Молиер, реж. Лилия Абаджиева
- 2014 – Алина в „Заминавам“ от Алексей Слаповски, реж. Петър Денчев
- 2014 – Матилда в „Чиста къща“ от Сара Рул, реж. Владимир Люцканов
- 2015 – Мария в „Дванайсета нощ“ от Уилям Шекспир, реж. Тея Сугарева
- 2015 – Лоре Левин в „Лив Щайн“ от Нино Харатишвили, реж. Крис Шарков
- 2016 – „Човекът, който искаше“ от Антон Павлович Чехов, реж. Маргарита Младенова
- 2016 – „Том Сойер“ от Марк Твен, реж. Петринел Гочев
- 2017 – „Ромул Велики“ от Фридрих Дюренмат, реж. Бина Харалампиева
- 2017 – „Пияните“ от Иван Вирипаев, реж. Явор Гърдев
- 2018 – поп-фолк певица в „Поп-фолк хроники: Бели птици и куршуми“, авторски вербатим спектакъл на Неда Соколовска, реж. Неда Соколовска
- 2019 – Мете в „Празникът“ от Дейвид Елридж (по филма и пиесата на Томас Винтерберг, Могенс Руков и Бо Ерхард Хансен), реж. Явор Гърдев
- 2019 – Мариане в „Сцени от един семеен живот“ от Ингмар Бергман, реж. Крис Шарков
- 2021 – „Лято и дим“ от Тенеси Уилямс, реж. Анастасия Събева
- 2023 – „Портокал с часовников механизъм“ от Антъни Бърджес, реж. Стайко Мурджев

### Роли вНароден театър „Иван Вазов“
- Офелия в „Хамлет“ от Уилям Шекспир, реж. Явор Гърдев
- Коля Лебедушкин в „Нощна пеперуда“ от Пьотр Гладилин, реж. Явор Гърдев

### Роли вТеатрална работилница „Сфумато“
- Красива жена в „Самотни персонажи“ от Васил Дуев, реж. Васил Дуев [11]
- Иванка Курвоазие в „Приключенията на И.К.“, драматург Стефан Иванов (по текстове във „Фейсбук“ на Иванка Курвоазие)[12]

### Роли вТеатър 199 „Валентин Стойчев“
- Вероника в „Боклук“ от Елена Телбис, реж. Ивайло Христов [13]

### Моноспектакъл
- Анджела в „Пистолет в торнадо“ от Лорън Гъндърсън, реж. Васил Дуев - Тайг

### Роли в театър "Artvent"
- Джу в „Заклеваш ли се в децата?“ от Саломе Льолуш, реж. Крис Шарков [14]